# جک هیلی (بسکتبال)
جک هیلی (انگلیسی: Jack Haley; ۲۷ ژانویهٔ ۱۹۶۴ – ۱۶ مارس ۲۰۱۵) بازیکن بسکتبال اهل ایالات متحده آمریکا بود. از باشگاه‌هایی که در آن بازی کرده‌است می‌توان به باشگاه فوتبال اسپانیول، بروکلین نتس، سن آنتونیو اسپرز، لس آنجلس لیکرز، و شیکاگو بولز اشاره کرد.